# Distretto di Laberinto
Il distretto di Laberinto è uno dei quattro distretti della provincia di Tambopata, in Perù. Si trova nella regione di Madre de Dios e si estende su una superficie di 2760,9 chilometri quadrati.
Istituito il 9 settembre 1994, ha per capitale la città di Puerto Rosario de Laberinto.